# リチャード・フィッツウィリアム (第7代フィッツウィリアム子爵)

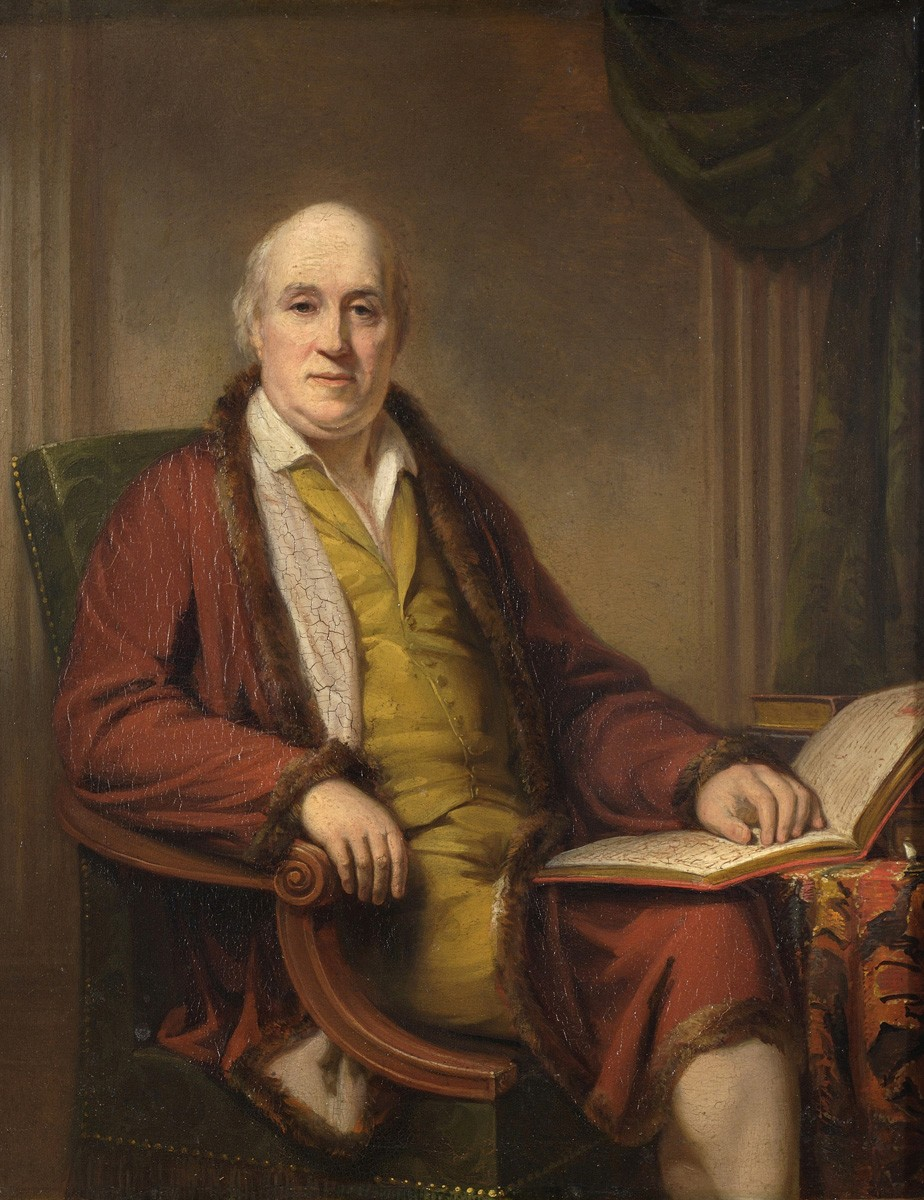
1810年の第7代フィッツウィリアム子爵

第7代フィッツウィリアム子爵リチャード・フィッツウィリアム（英語: Richard FitzWilliam, 7th Viscount FitzWilliam FRS、1745年8月1日 – 1816年2月4日）は、アイルランド貴族。グレートブリテン王国（1801年以降はグレートブリテン及びアイルランド連合王国）の庶民院議員を務めた。死後に自身のコレクションをケンブリッジ大学に寄贈してフィッツウィリアム美術館を創設したことで知られる。

## 生涯

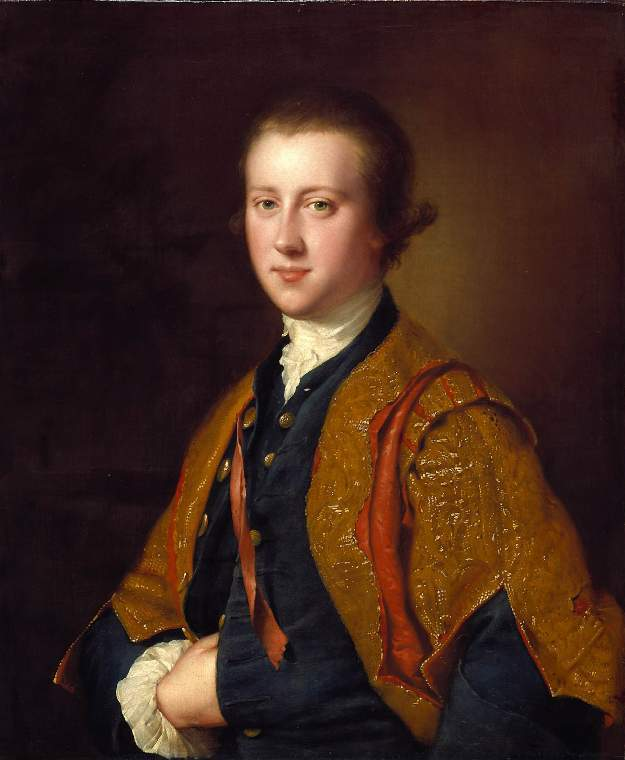
ジョセフ・ライトによる肖像画、1764年作。

第6代フィッツウィリアム子爵リチャード・フィッツウィリアムとキャサリン・デッカー（Catherine Decker、1710年頃 – 1786年3月8日、初代準男爵マシュー・デッカーの娘）の息子として1745年8月1日に生まれ、22日にリッチモンドで洗礼を受けた。1760年にチャーターハウス・スクールで教育を受けた後、1761年11月14日にケンブリッジ大学トリニティ・ホールに入学、1764年にM.A.の学位を修得した。
母方の祖父から多くの絵画を相続し、以降もさらに絵画の購入を続けた。音楽への興味も知られ、パリでジャック・デュフリから音楽を教わったほか、1784年のヘンデル記念祭にも関わった。
1776年5月25日に父が死去すると、フィッツウィリアム子爵の爵位を継承、1776年11月26日にアイルランド貴族院議員に就任した。その後、1777年2月8日から1816年2月4日までレンスター副提督を務めた。
1789年3月5日、王立協会フェローに選出された。
1790年イギリス総選挙でウィルトン選挙区から出馬して当選、以降1806年まで議員を務めたが、その間には投票の記録も演説の記録もなく、庶民院の会議に出席した形跡すらなかった。ただし、『完全貴族名鑑』では「彼が第1次ピット内閣を支持したことは推論できる」とした。

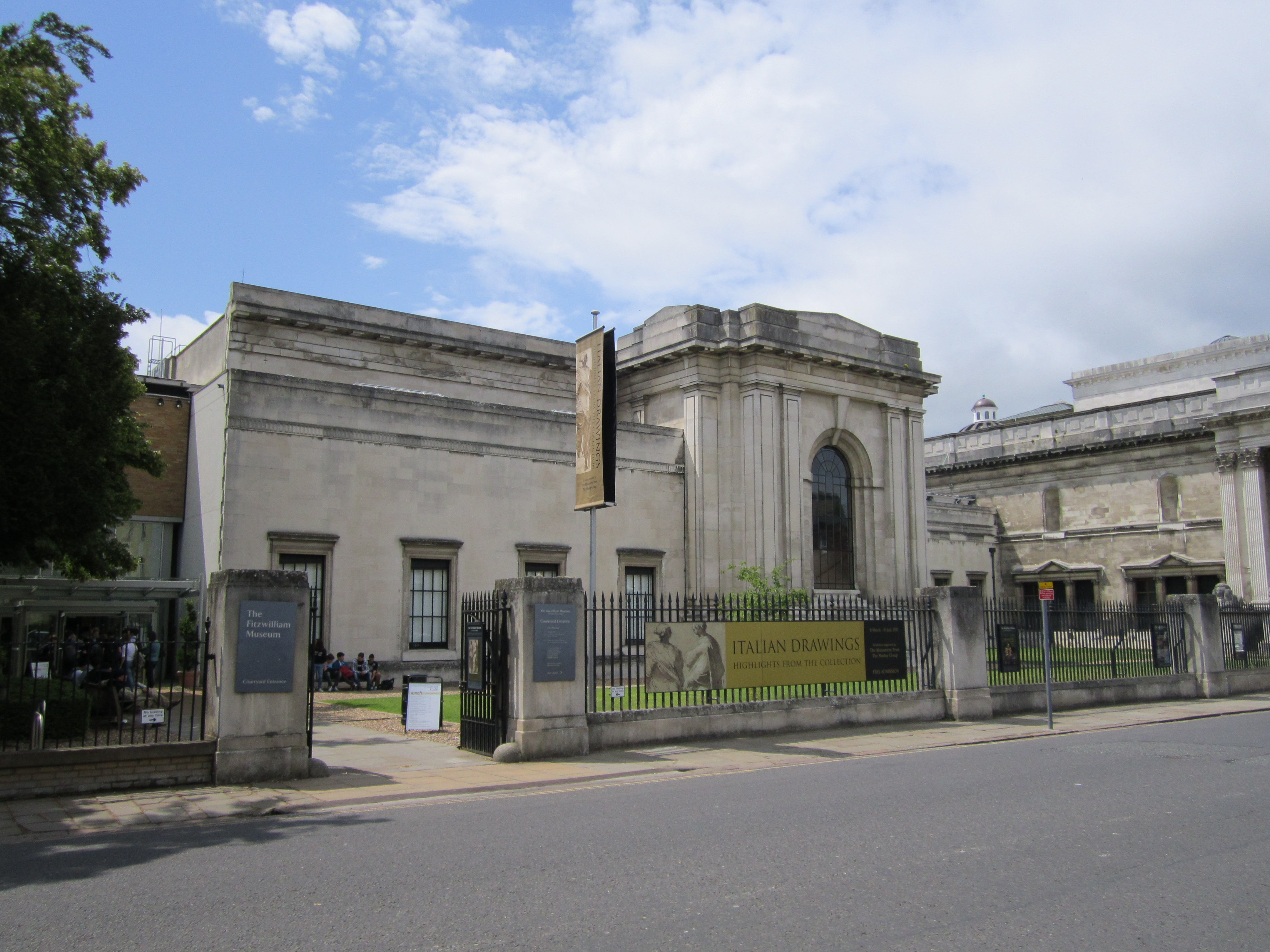
フィッツウィリアム美術館、2011年撮影。

1816年2月4日にロンドンのボンド・ストリートで死去、生涯未婚だったため弟ジョンが爵位を継承した。遺言状に基づき、自身が収集した絵画、版画、書籍のコレクション、そして10万ポンドをケンブリッジ大学に寄贈し、コレクションを保存するための建物（後のフィッツウィリアム美術館）を建てるための支出は10万ポンドから得た利子で賄うとされた。それ以外の財産は300ポンドを弟ジョンに残したほか、親族にあたる第11代ペンブルック伯爵ジョージ・ハーバートが相続した（第11代ペンブルック伯爵の父方の祖母は第7代フィッツウィリアム子爵の伯母にあたる）。フィッツウィリアム美術館の建物はその後1837年11月2日にジョージ・バセヴィの設計に基づき建設が開始、1848年に一般公開に至った。

## 家族
生涯未婚だったが、パリのバレエダンサーであるザシャリー嬢（Zacharie、1768年/1769年 – 没年不明、出生名マリー・アンヌ・ベルナール（Marie Anne Bernard））と愛人関係になり、2男1女を儲けた。
- 女子 - 夭折
- フィッツ（Fitz、1816年以降没） - リッチモンドに移住し、第7代フィッツウィリアム子爵が死去した時点（1816年）ではすでに結婚していた。フィッツウィリアム子爵は遺言状でフィッツに生活費を与えた[9]
- ビリー（Bily） - 母と同じく消息不明になり、BBCニュースの報道では第7代フィッツウィリアム子爵より先に死去したとしている[9]

第7代フィッツウィリアム子爵とザシャリー嬢は1784年に出会い、1790年12月まで文通を続けたが、フランス革命が激しくなったこともあり、ザシャリーはそれ以降消息不明になった。フィッツウィリアム子爵は1816年に死去するまでザシャリー嬢との手紙を所持し続け、その死後は手紙が第11代ペンブルック伯爵の手に渡ったが、以降世間から忘れられた。その後、フィッツウィリアム子爵が寄贈した書籍の多くに「ザシャリー」（Zacharie）と刻まれていることは知られてきたものの、その意味は判明しておらず、1980年代にザシャリー嬢からフィッツウィリアム子爵宛てに書かれた手紙299通がウィルトン・ハウスのペンブルック家族文書集から発見されたことで、研究が進むこととなった。